# Reformierte Kirche Sargans

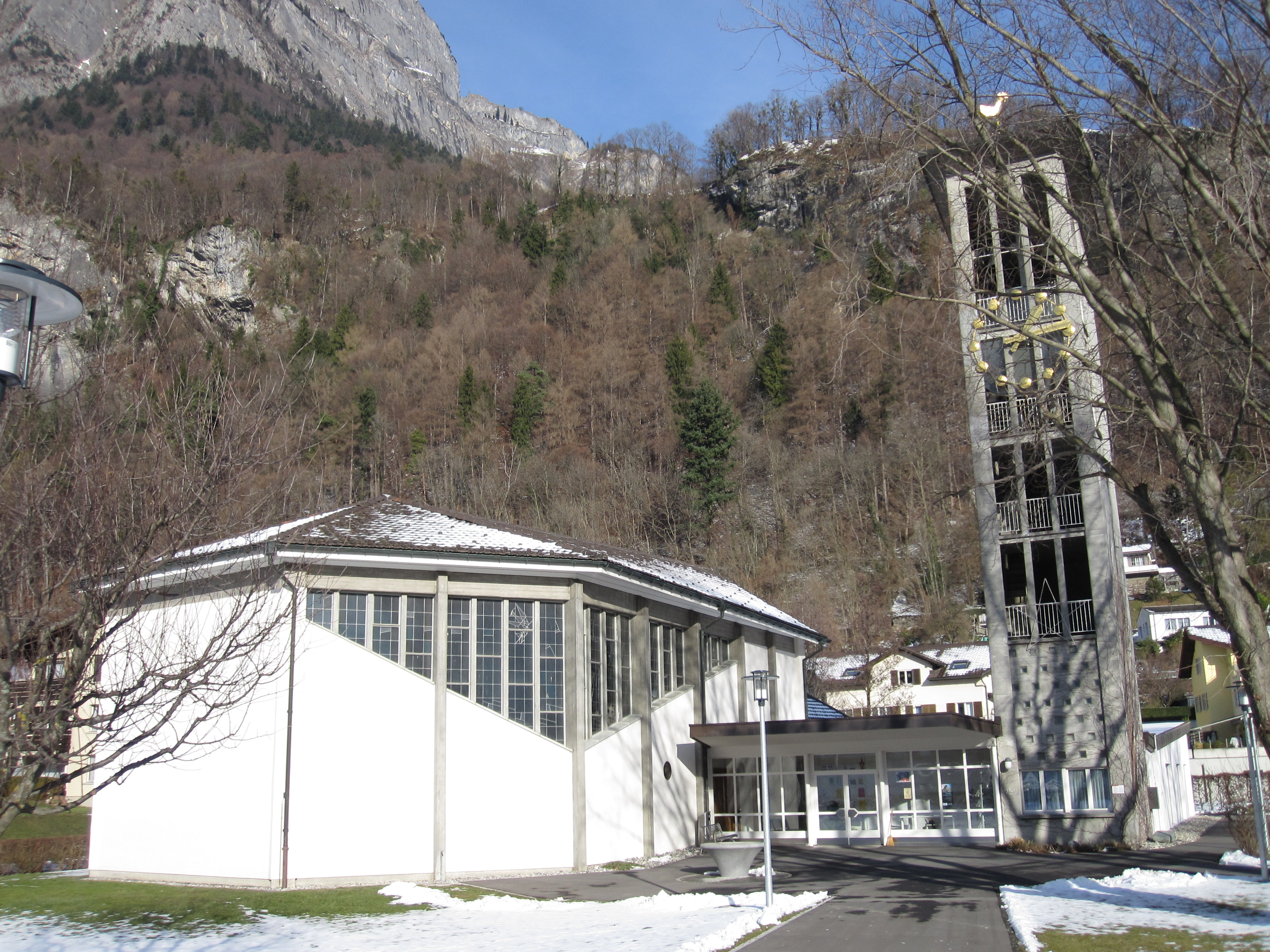
Reformierte Kirche in Sargans

Die reformierte Kirche Sargans ist ein evangelisch-reformiertes Gotteshaus in Sargans im Kanton St. Gallen. Die Kirche steht im Nordwesten des Städtchens an der Zürcherstrasse.

## Geschichte
Sargans hatte im 16. Jahrhundert die Reformation nicht angenommen. Erst mit dem Eisenbahnbau im 19. Jahrhundert kamen Protestanten in das Sarganserland. Seit 1933 amtete in Sargans ein reformierter Pfarrer und betreute die Diasporagemeinde. 1955 konstituierte sich eine evangelisch-reformierte Kirchgemeinde, die auch die Dörfer Mels und Vilters-Wangs umfasste.
Der Architekt Cyrill von Planta errichtete die Kirche samt Kirchgemeindehaus in den Jahren 1958/59. 1994 kam ein Gemeindesaal hinzu, und 1998 erfolgte eine umfassende Renovation der Gesamtanlage.
An die Kirche schliesst sich ein Urnenfriedhof an.

## Ausstattung
Die Kirchenbänke sind in Form eines Sechsecks um den zentralen Abendmahlstisch herum geordnet. Dominiert wird der Raum durch die mächtige Orgel, der sich auch die rechts angebrachte schalldeckellose Bodenkanzel unterordnet.

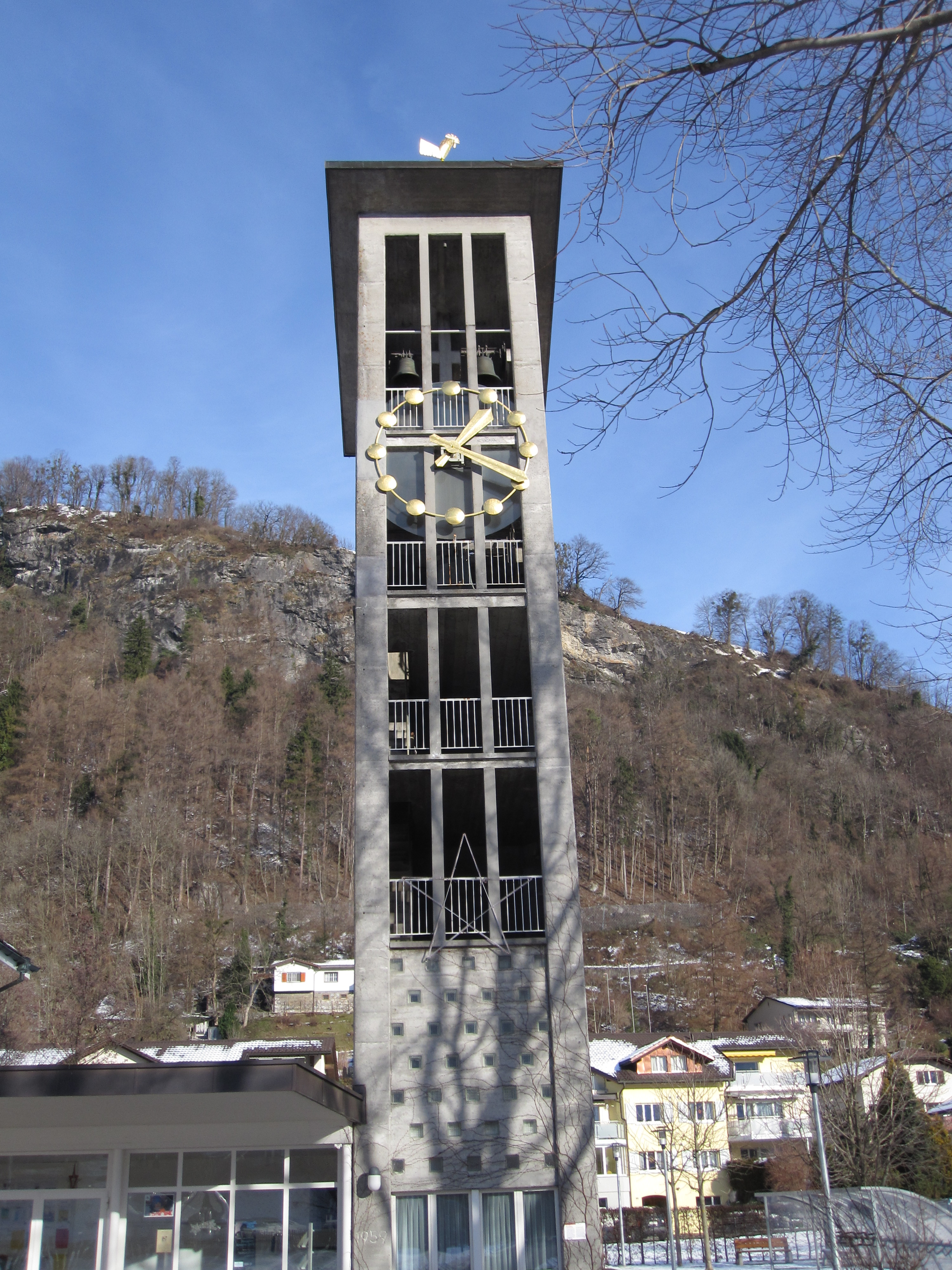
Kirchturm
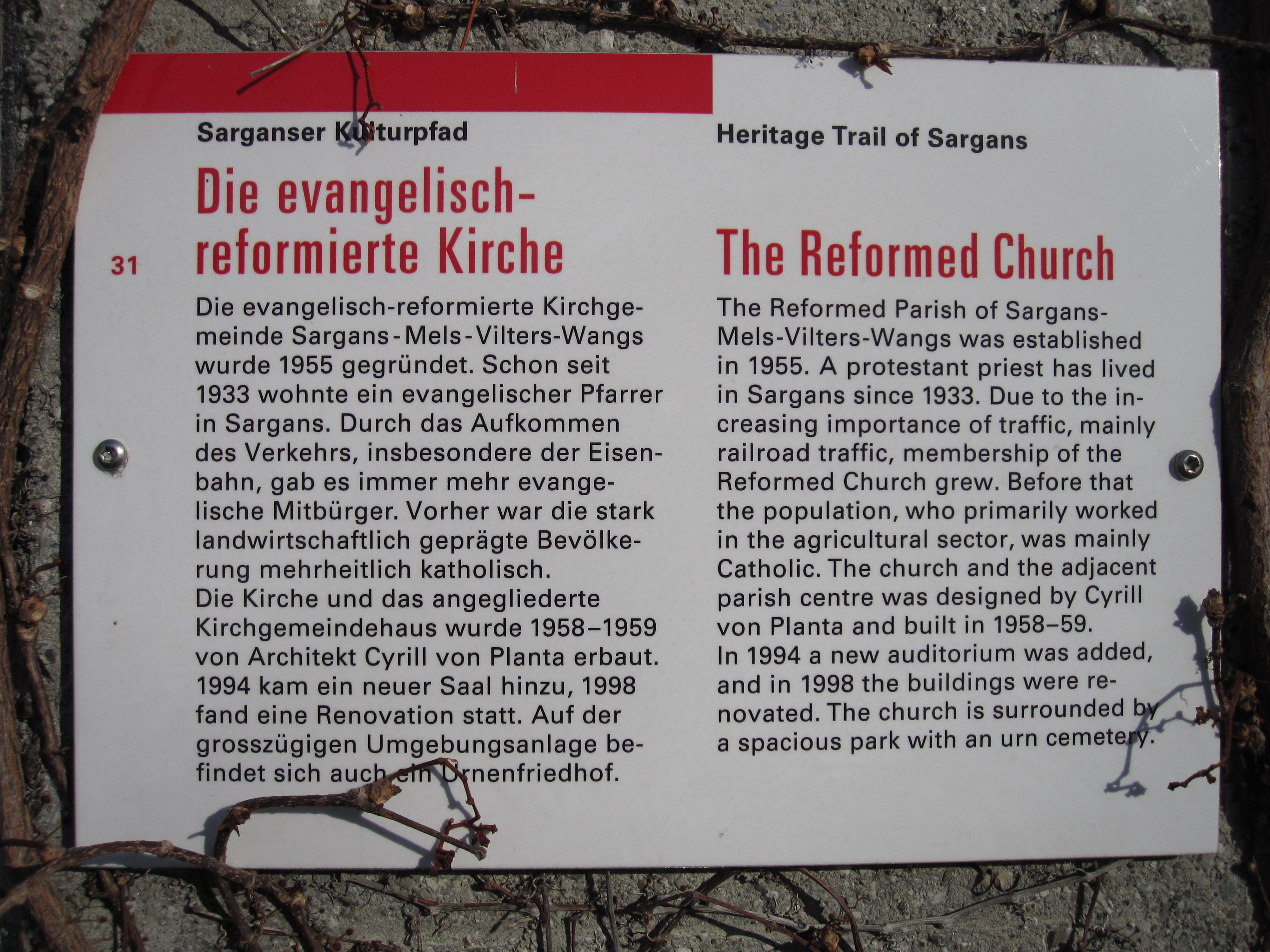
Informationstafel an der Kirche
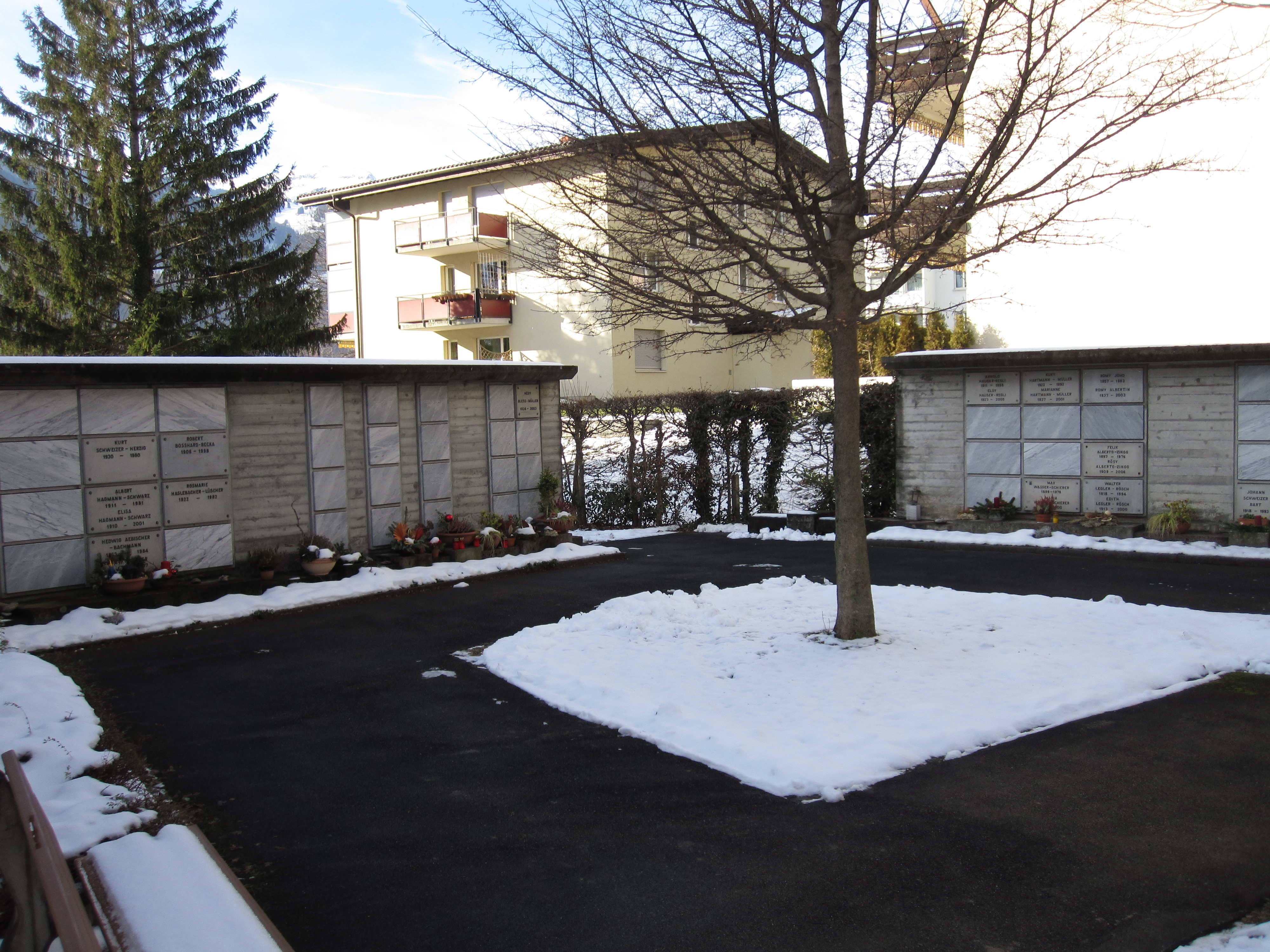
Urnenfriedhof